# Таболов Костянтин Васильович
Костянтин (Коста) Васильович Таболов (1902, село Салугардан Владикавказького округу Терської області, тепер Північна Осетія, Російська Федерація — розстріляний 20 січня 1938, тепер Російська Федерація) — радянський діяч, 1-й секретар Алма-Атинського обласного комітету КП(б) Казахстану.

## Життєпис
Народився в селянській родині. У 1915 році закінчив сільську школу, з 1916 по 1917 рік навчався у вищому початковому училищі в станиці Христіановська Владикавказького округу.
Член РКП(б) з березня 1919 року.
З травня по грудень 1920 року — інструктор Осетинського окружного комітету РКП(б) та член окружного комітету Комуністичної спілки молоді у Владикавказі.
З 1920 по 1923 рік навчався в Комуністичному університеті трудящих Сходу в Москві, закінчив три курси. З 1922 по 1923 рік був членом бюро осередку РКП(б) при Комуністичному університеті трудящих Сходу.
У 1923—1925 роках — завідувач агітаційно-пропагандистського відділу Владикавказького міського комітету РКП(б).
У 1925—1931 роках — студент Інституту червоної професури по відділенню історії Сходу в Москві. Одночасно з 1927 по 1929 рік був членом бюро осередку ВКП(б) при Інституті червоної професури, з 1929 по 1930 рік — членом пленуму Закавказького крайового комітету ВКП(б) у Тифлісі.
У 1931 році — член Середазбюро ЦК ВКП(б), член пленуму Октябрського районного комітету КП(б) Узбекистану та член пленуму Ташкентського міського комітету КП(б) Узбекистану.
У 1931—1933 роках — завідувач газетного сектору ЦК ВКП(б) у Москві.
У квітні 1933 — серпні 1934 року — 1-й секретар Алма-Атинського обласного комітету КП(б) Казахстану.
У січні 1935 — серпні 1936 року — 1-й секретар Октябрського районного комітету ВКП(б) міста Саратова.
У серпні 1936 — липні 1937 року — 1-й секретар Сталінського районного комітету ВКП(б) міста Саратова.
3 серпня 1937 року заарештований УДБ УНКВС по Саратовській області. У жовтні 1937 року виключений із партії. 20 січня 1938 року засуджений Військовою колегією Верховного суду СРСР до страти, того ж дня розстріляний.
У 1956 році посмертно реабілітований.